# John Littlejohn's Chicago Blues Stars
| Recensione | Giudizio |
| ---------- | -------- |
| AllMusic   | [ 1 ]    |

John Littlejohn's Chicago Blues Stars è il primo album discografico del chitarrista e cantante blues statunitense John Littlejohn, pubblicato dalla casa discografica Arhoolie Records nel giugno del 1969.

## Tracce
Lato A
1. What in the World You Goin' to Do – 3:53 (Willie Dixon)
2. Treat Me Wrong – 3:30 (John Funchess)
3. Catfish Blues – 3:30 (Tradizionale)
4. Kiddeo – 3:45 (Brook Benton)
5. Slidin' Home – 3:56 (John Funchess)

Lato B
1. Dream – 5:15 (John Funchess)
2. Reelin' and Rockin' – 2:25 (John Funchess)
3. Been Around the World – 5:20 (John Funchess)
4. Shake Your Money Maker – 4:19 (Elmore James)

Edizione CD del 1991, pubblicato dalla Arhoolie Records (CD 1043)
1. What in the World You Goin' to Do – 4:07 (Willie Dixon)
2. Treat Me Wrong – 3:29 (John Funchess)
3. Catfish Blues – 3:39 (Tradizionale)
4. Kiddeo – 3:47 (Brook Benton)
5. Slidin' Home – 4:19 (John Funchess)
6. Dream – 4:48 (John Funchess)
7. Reelin' and Rockin' – 2:31 (John Funchess)
8. Been Around the World – 5:22 (John Funchess)
9. How Much More Long – 3:55 (J. B. Lenoir) – Bonus Track
10. Shake Your Money Maker – 4:18 (Elmore James)
11. I'm Tired – 4:19 (John Funchess) – Bonus Track
12. Nowhere to Lay My Head – 3:44 (John Funchess) – Bonus Track

## Musicisti
- John Littlejohn - voce, chitarra
- Monroe Jones, Jr. - chitarra ritmica
- Alvin Nichols - basso
- Robert Pulliam - sassofono tenore
- Willie Young - sassofono tenore
- Booker Sidgrave - batteria

Note aggiuntive
- Chris Strachwitz e Willie Dixon - produttori
- Registrazioni effettuate il 14 novembre 1968 al Universal Studios di Chicago (Illinois)
- Wayne Pope - copertina album
- Chris Strachwitz - fotografia copertina frontale album
- Ray Flerlage - fotografia retrocopertina album (band)
- Chris Strachwitz - note retrocopertina album[3]